# Mihail Töpler

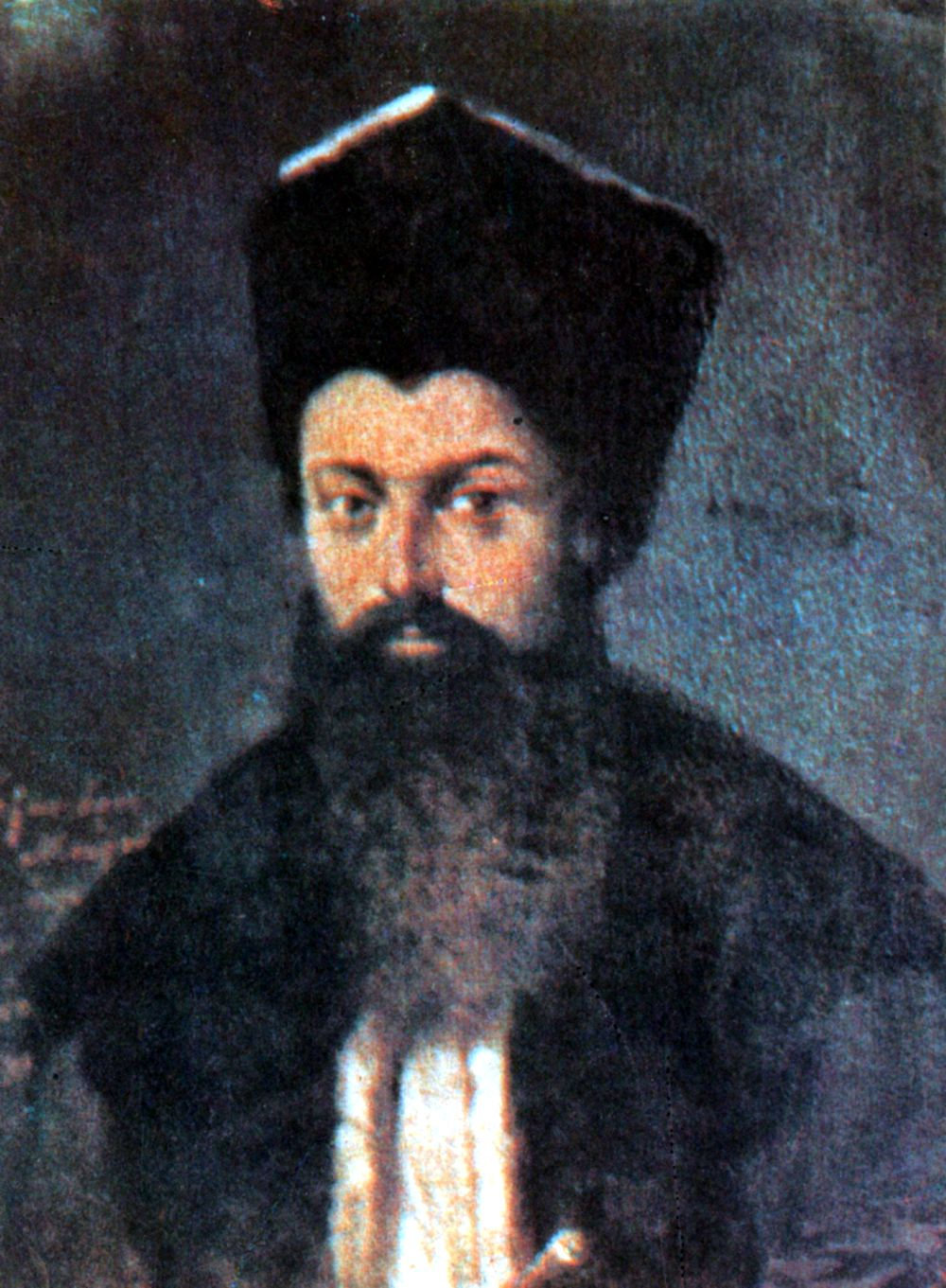
Alexandru Moruzi, domnitorul Moldovei și al Valahiei.

Mihail Töpler (n.Töplitz, Boemia, circa 1780 — d. 1820) a fost un pictor român. El a pictat portrete ale boierilor și boieroaicelor de la începutul secolului al XIX-lea.

## Biografie
Mihail Töpler a venit în Țara Românească pe vremea lui Alexandru Moruzi, pe la 1800 și a stat până la sfârșitul domniei lui Ioan Caragea.
Artistul vizual a pictat portretul vornicului Mihail Manu și al Smarandei Manu. A pictat-o, de asemenea, pe Safta Ipsilanti, soția domnului Constantin Ipsilanti. Picturile sale au fost oferite la cerere de mai multe ori, cea mai vândută este aceea a vornicesei Smaranda Manu.

## Galerie

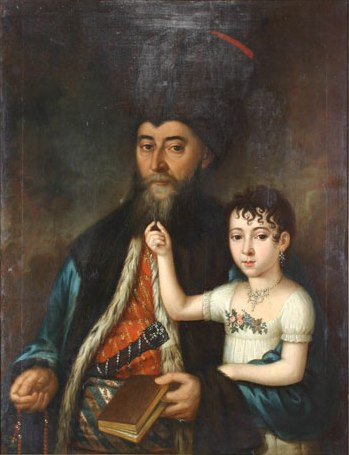
Marele vornic Mihail Manu cu fiica sa, Ecaterina
Safta Ipsilanti (născută Văcărescu), soția domnului Constantin Ipsilanti
Vorniceasca Smaranda Manu (născută Văcărescu) cu fiul ei, Grigore
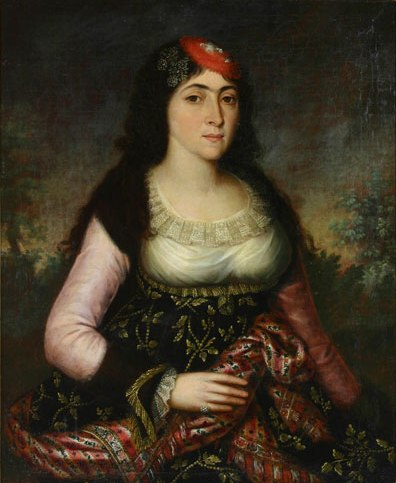
Maria Cantacuzino născută Pârșcoveanul, mama caimacamului Constantin Cantacuzino. (d.1824)
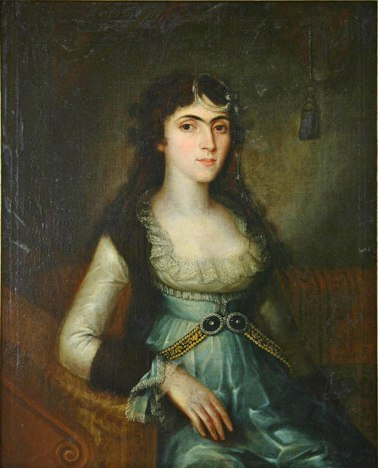
sora caimcacamului Constantin Cantacuzino, Maria Dudescu născută Cantacuzino.
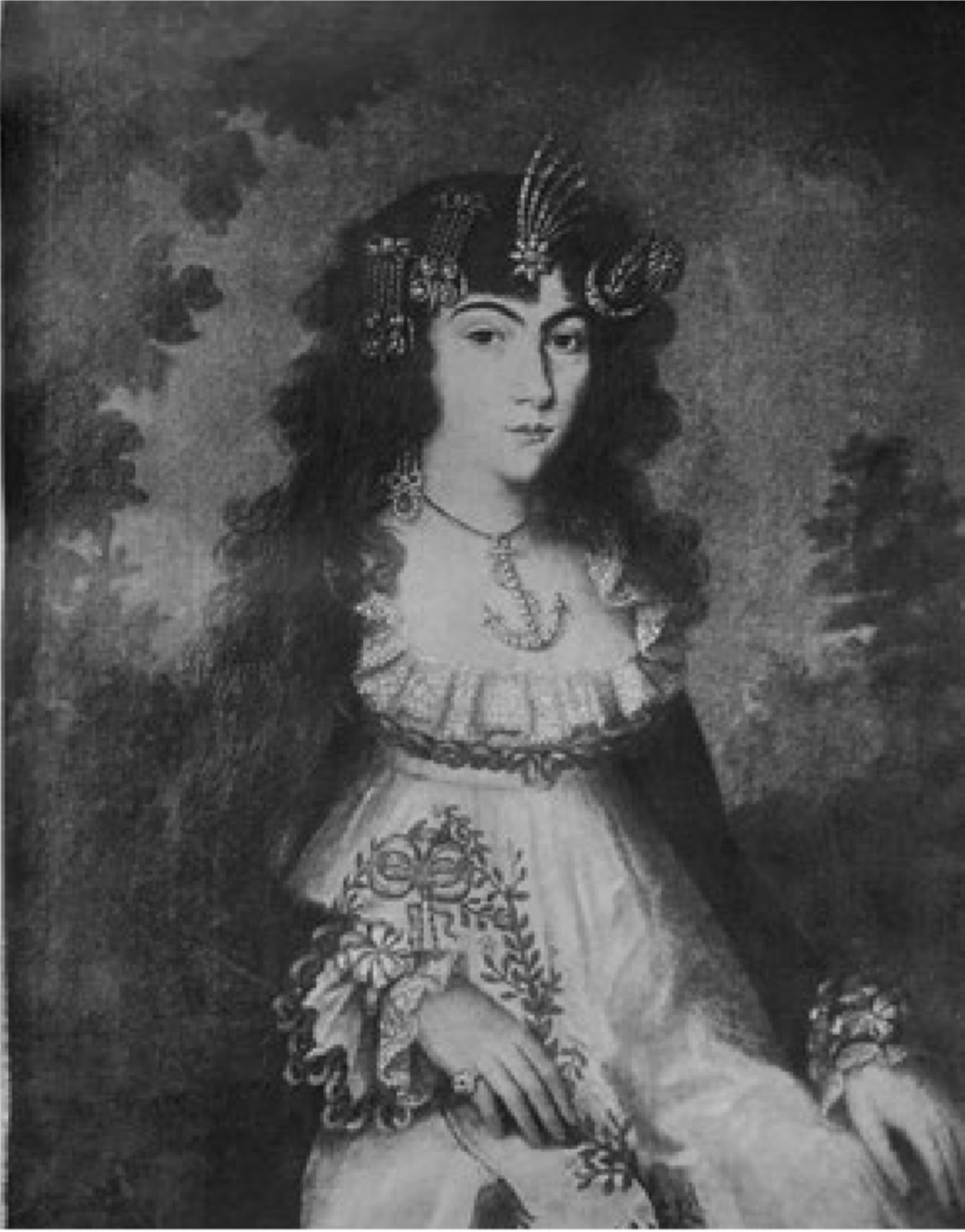
Maria Văcărescu n. Ghika, fiica Marelui Ban Costache Ghika, nepoata lui Grigore al IV-lea Ghika și soția Marelui Ban Teodor Văcărescu-Furtună.
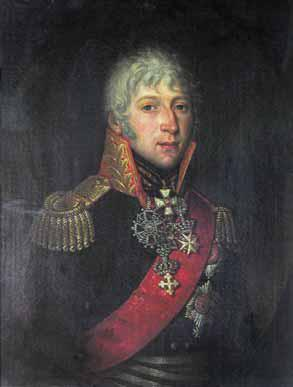
Generalul Miloradovici
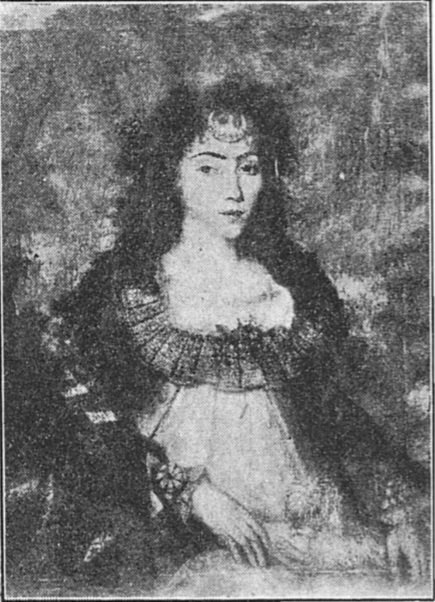
Elena Glogoveanu-Ghika (1786-1814), fiica marelui Ban Costache Ghika și soția lui Nicolae Glogoveanu.